# Ussel (Corrèze)
 Ussel  (en occitano Ussel) es una comuna y población de Francia, en la región de Lemosín, departamento de Corrèze. Es la subprefectura del distrito y la cabecera de los cantones de Ussel Este y Ussel Oeste.
Su población en el censo de 2008 era de 10 362 habitantes, 5843 en Ussel Este y 4519 en Ussel Oeste. Su aglomeración urbana se limita la propia comuna. Incluye las communes associées de Saint-Dézery (129 habitantes, en Ussel Este) y La Tourette (194 habitantes, en Ussel Oeste).
Está integrada en la Communauté de communes Ussel-Meymac-Haute-Corrèze, de la que es la mayor población.

## Demografía
| 3 007 | 3 036 | 2 930 | 3 472 | 4 168 | 4 135 | 4 263 | 4 306 | 4 022 | 3 874 | 4 029 | 3 830 | 4 231 | 4 534 | 5 252 | 4 832 | 4 843 | 4 693 | 4 748 | 4 979 | 5 520 | 6 120 | 6 235 | 6 275 | 7 050 | 7 088 | 7 655 | 8 218 | 10 664 | 11 765 | 11 448 | 10 753 | 10 250 | 9 948 |
| Para los censos de 1962 a 1999 la población legal corresponde a la población sin duplicidades (Fuente: INSEE [Consultar]) |       |       |       |       |       |       |       |       |       |       |       |       |       |       |       |       |       |       |       |       |       |       |       |       |       |       |       |        |        |        |        |        |       |